# Zorin OS
Zorin OS es una distribución del sistema operativo GNU/Linux hecha en Irlanda basada en Ubuntu y orientada principalmente a usuarios novatos en GNU/Linux, pero a su vez familiarizados también con sistemas operativos Windows. Usa GNOME 3 y XFCE 4 como entorno de escritorio por defecto, aunque su escritorio está personalizado para ayudar a los usuarios facilitar la transición desde Windows y macOS. De hecho Zorin OS es, en la actualidad, junto con Linux Mint, ChaletOS y Q4OS, una de las pocas distribuciones de GNU/Linux cuya interfaz de usuario más se asimila a Windows.
Su objetivo principal es proporcionar una interfaz de usuario moderna, intuitiva y fácil de usar desde el comienzo, similar a la de los sistemas Windows 7, Windows XP y macOS. Es compatible con Wine y PlayOnLinux, permitiendo a los usuarios ejecutar aplicaciones de Windows como Microsoft Office. Adicionalmente ofrece una serie de pequeñas herramientas propias que simplifican algunas configuraciones relacionadas, como por ejemplo, con la interfaz gráfica y/o elección del software.

## Características
Zorin OS es completamente gráfico, por lo que cuenta con un instalador gráfico. En cuanto a estabilidad y seguridad, se utiliza como base las versiones LTS del sistema principal Ubuntu. Utiliza sus propios repositorios de software, así como los repositorios de Ubuntu. Se puede acceder a estos repositorios a través de los comandos apt-get o apt install en el terminal de Linux, o un gestor de software con GUI que ofrece una experiencia similar a la de una tienda de aplicaciones para los usuarios que no desean utilizar el terminal.
El sistema operativo también cuenta con una variedad de diseños y temas de escritorio para personalizar el entorno de escritorio. Los temas permiten a los usuarios cambiar la interfaz para asemejarla a la de Microsoft Windows, macOS o Ubuntu,y permite que la interfaz sea familiar sin importar el sistema anterior del que provenga el usuario. Al igual que con todos los entornos de escritorio basados en GNOME, el aspecto del escritorio puede modificarse utilizando extensiones para GNOME. 
Zorin OS incluye una selección bastante estándar de software en la versión normal, aunque existe mayor capacidad de elección con la versión premium (Zorin OS Pro). Mozilla Firefox era el navegador por defecto, ahora Brave, sin embargo, Chromium, Opera y Midori pueden instalarse fácilmente utilizando Web Browser Manager o mediante Software. Otros programas que vienen por defecto instalados son: Rhythmbox como reproductor de música, GIMP como editor de imágenes y LibreOffice como suite ofimática.

## Ediciones
Zorin OS cuenta con distintas ediciones para distintos propósitos. Se distinguen dos grandes grupos:

### Ediciones gratuitas
Core: Es la versión básica y principal que posee el entorno de escritorio GNOME junto con las aplicaciones de uso diario.
Lite: Está destinada a computadores con bajos recursos y computadores antiguos. Posee el entorno de escritorio XFCE, y se reemplazaron las aplicaciones de la versión Core por otras alternativas que requieran pocos requisitos de hardware. Requiere 1 GB de RAM y un procesador de un solo núcleo a 1 GHz como mínimo.
Education: Viene con aplicaciones educativas pre-instaladas, destinadas a los estudiantes de los distintos niveles del sistema educativo.

### Zorin OS Pro
La edición Pro está disponible para su descarga con una compra a través del sitio web del proyecto. Está destinada principalmente a la productividad y al trabajo creativo. Esta edición incluye temas de escritorio exclusivos que asemejan la interfaz de macOS, Windows 11, Ubuntu, ChromeOS y Windows clásico, junto con una colección de fondos de pantalla, y una variedad de software preinstalado, como Blender, un software de administración de contraseñas y un software para transmitir contenido a través de Miracast. La edición Pro también ofrece soporte técnico para la instalación del sistema operativo.
Zorin OS Pro puede instalarse en varias computadoras con una sola licencia, excepto en el caso de empresas y escuelas, que deben adquirir una licencia por cada equipo en el que se instale el sistema operativo.

## Versiones
A continuación se listan las fechas de lanzamientos:
| Versión sin soporte | Versión con soporte | Versión en fase beta |

| Versión                           | Fecha de lanzamiento     | Basado en        |
| --------------------------------- | ------------------------ | ---------------- |
| 1.0                               | 1 de julio de 2009       |                  |
| Limited Edition '09 (2.0 Preview) | 7 de diciembre de 2009   |                  |
| 2.0                               | 1 de enero de 2010       |                  |
| 3.0                               | 10 de junio de 2010      | Ubuntu 10.04 LTS |
| 4.0                               | 22 de diciembre de 2010  | Ubuntu 10.10     |
| 5.0                               | 6 de junio de 2011       | Ubuntu 11.04     |
| 5.1                               | 9 de febrero de 2012     | Ubuntu 11.04     |
| 5.2                               | 23 de marzo de 2012      | Ubuntu 11.04     |
| 6.0 (LTS)                         | 18 de junio de 2012      | Ubuntu 12.04 LTS |
| 6.1                               | 8 de noviembre de 2012   | Ubuntu 12.04 LTS |
| 6.2                               | 16 de febrero de 2013    | Ubuntu 12.04 LTS |
| 6.3                               | 13 de mayo de 2013       | Ubuntu 12.04 LTS |
| 6.4                               | 28 de agosto de 2013     | Ubuntu 12.04 LTS |
| 7.0                               | 9 de junio de 2013       | Ubuntu 13.04     |
| 8.0                               | 27 de enero de 2014      | Ubuntu 13.10     |
| 9.0                               | 15 de julio de 2014      | Ubuntu 14.04 LTS |
| 10.0                              | 1 de agosto de 2015      | Ubuntu 15.04     |
| 11.0                              | 3 de febrero de 2016     | Ubuntu 15.10     |
| 12.0                              | 18 de noviembre de 2016  | Ubuntu 16.04 LTS |
| 12.1                              | 27 de febrero de 2017    | Ubuntu 16.04 LTS |
| 12.2                              | 8 de septiembre de 2017  | Ubuntu 16.04 LTS |
| 12.3                              | 15 de marzo de 2018      | Ubuntu 16.04 LTS |
| 12.4                              | 13 de septiembre de 2018 | Ubuntu 16.04 LTS |
| 15.0                              | 5 de junio de 2019       | Ubuntu 18.04 LTS |
| 15.2                              | 5 de marzo de 2020       | Ubuntu 18.04 LTS |
| 15.3                              | 8 de septiembre de 2020  | Ubuntu 18.04 LTS |
| 16                                | 17 de agosto de 2021     | Ubuntu 20.04 LTS |
| 16.1                              | 10 de marzo de 2022      | Ubuntu 20.04 LTS |
| 16.2                              | 27 de octubre de 2022    | Ubuntu 20.04 LTS |
| 16.3                              | 27 de julio de 2023      | Ubuntu 20.04 LTS |
| 17                                | 20 de diciembre de 2023  | Ubuntu 22.04 LTS |